# Phaeoparia bicolor
Phaeoparia bicolor är en insektsart som först beskrevs av Morgan Hebard 1923.  Phaeoparia bicolor ingår i släktet Phaeoparia och familjen Romaleidae. Inga underarter finns listade i Catalogue of Life.